# Ludovico di Capua
Ludovico di Capua (né 1311/1314 à Capoue, Italie, et mort vers 1380) est un cardinal italien de la fin du XIVe siècle. Il est un parent du cardinal Guglielmo d'Altavilla (1382/1385).

## Repères biographiques
Ludovico di Capua est protonotaire apostolique
Le pape Urbain VI le crée cardinal lors du consistoire du 27 février 1402.